# عبدالرحمن العقل
عبدالرّحمن صالح العقل (۱۸ دسامبر ۱۹۵۳) بازیگر کویتی است. او یکی از برجسته‌ترین ستاره‌های کمدی در منطقهٔ عربی خلیج فارس است که در سریال‌های کمدی و تراژدی متعددی بازی کرده است. او به خاطر تکیه بر موقعیت‌ها در سریال‌های کمدی‌اش و اجرای خودجوش در سریال‌های تراژدی‌اش شناخته می‌شود. او پس از شروع فعالیت در تئاتر کودک در سال ۱۹۶۸، به سرعت استعداد هنری خود را در تولیدات نمایشی و تئاتری و همچنین در رادیو و تلویزیون تثبیت کرد.

## زندگی و پیشه
عبدالرحمن صالح العقل در ۱۸ دسامبر ۱۹۵۳ در کویت متولد شد.او در آغاز فعالیت هنری خود در سال ۱۹۶۸، زمانی که پانزده ساله بود، به گروه «تئاتر خلیج عربی» پیوست و زیر نظر کارگردان، صقر الرشود، آموزش دید. با وجود کوتاهی نقش‌هایش، در میان بزرگسالان برای خود جایگاهی دست و پا کرد و فعالیت تئاتری خود را بر ارائه آثار نمایشی برای کودکان متمرکز کرد. در آن سال‌ها او با ایفای نقش‌های کوچک در تعدادی از نمایش‌ها مانند «حرفه‌ای»، «گوسفندی در دادگاه»، «آه، بی‌خبران» و «ایستگاه بحمدون» حرفهٔ خود را آغاز کرد.عبدالرحمن العقل از سال ۱۹۷۸، در اولین تولیدات تئاتری کودکان با بنیاد تولیدات هنری البدر، که توسط عواطف البدر اداره می‌شد، شرکت کرد. منصور المنصور در مراحل اولیه، آثار این گروه را کارگردانی کرد.
دورهٔ درخشش او در دهه‌های ۱۹۸۰ و ۱۹۹۰ بود، زمانی که توانست میان تلویزیون و تئاتر دررفت و آمد باشد. او در سینما، آثار برجسته بسیاری را ارائه داد، از جمله آثاری که در آنها نقش‌های کمدی بازی کرد، مانند: «زن فضول و خانواده»، «آدمیزاد هزار جور است»، «محکم نمی‌لرزد» و «پیکِ خیر». در برخی از آنها نقش تراژدی داشت، مانند: «دلق سهیل»، «پرنده و طوفان»، «قلب‌های شکسته» و «کاخ‌ها»؛ علاوه بر آثار تاریخی برجستهٔ او، مانند: «غریبه‌ها»، «کوزهٔ شکسته»، «شهر بادها»، «سه ماجراجو» و «عبدالله برّی و بحری».
عقل در صحنهٔ تئاتر نیز آثار برجستهٔ بسیاری ارائه داد. او در تئاتر عربی خلیج فارس: «مشکلات تابستانی»، «شغال»، «انزوای بازار» و «تنزیلات» را ارائه داد. او همچنین در صحنهٔ تئاتر کودکان، نمایش‌های «سندباد»، «پلنگ صورتی»، «لاک‌پشت‌های قهرمان»، «روآن و دزد» و دیگر سریال‌ها و نمایش‌های موفق را ارائه داد. او دوئت‌های زیادی تشکیل داد، او با خالد النفیسی در «به پدر و مادرم، با درود» و «دوشیزه منیره»، با حیات الفهد در «ابو الفلوس و زن فضول»، با غانم الصالح در «موذی و شرافکن»، و با داوود حسین در «دلق سهیل» و «چوخ ام علی»، و با انتصار الشراح نیز هم‌بازی شد.
عبدالرحمن العقل علاوه بر بازیگری در تلویزیون و تئاتر، در دوبله نیز فعالیت داشت و در دوبله کارتون‌های شرکت تولید برنامه مشترک شرکت داشته است. معروف‌ترین شخصیتی که او دوبله کرد، شاید «عبسی» باشد که در سریال «ماجراهای عدنان» ظاهر شد و با نام «عدنان و لینا» شناخته می‌شود. او همچنین به عنوان ستارهٔ مهمان در سریال کارتونی «مرد آهنی» و سریال «صفر صفر یک» در سال ۱۹۸۱ ظاهر شد. او در برنامه‌های تلویزیونی نیز شرکت کرد؛ در سال ۱۹۹۴ در برنامهٔ «درهایت را باز کن، کشور من» صداپیشگی یک عروسک را بر عهده داشت. در سال ۲۰۰۰ در برنامهٔ «سلامتک» (بخش سوم) به عنوان بازیگر حضور داشت. در بخش «شخصیت‌های تاریخی» در برنامه یی «نام‌ها و معانی» در تلویزیون کویت در سال ۲۰۰۴، بازیگری کرد. او در برنامه دوربین مخفی «آکادمی استعدادها» به همراه احمد السلمان و منیره عاشور در تلویزیون کویت در سال ۲۰۰۵ شرکت داشت.
عبدالرحمن العقل علاوه بر بازیگری و دوبله، در نویسندگی نیز تجربه دارد و سه اثر هنری تولید کرده است: یک سریال واقع‌گرایانه در سال ۲۰۰۷ که به اقتباسی دراماتیک تبدیل شد و نمایشنامه تعطیلات بهاری در سال ۲۰۱۲.
بین سال‌های ۲۰۱۵ تا ۲۰۲۰، عبدالرحمن العقل در تعدادی از سریال‌ها از جمله: «مادربزرگ لولوة»، «راه عروسان»، «قصه‌های عاشقانه»، «قصه‌های رویاهای صورتی»، «دغلباز»، «حقه‌باز»، «چرا، همسایه»، «زمین‌هایت خسته‌اند»، «عطر روح» و «الدیرفه» بازی کرد، علاوه بر نمایش‌های: «قهرمانان لاک‌پشتی»، «خانوادهٔ آدم»، «جنگ ربات‌ها»، «پسری که از شکمش زاده شد»، «از روی اشتباه»، «جبلهٔ نو»، «سفر با یک دینار و نیم» و «پلک‌های میهن».
در سال ۲۰۲۱ در سریال‌های: «باران تابستان»، «روزی روزگاری»، «بازگرداندن اعتبار»، «دینار نصیب مختار»، «خانهٔ خواری»، «وصیت‌نامهٔ ناپیدا» شرکت کرد. در سال ۲۰۲۲ در سریال‌های «سکوت ممنوع»، «معمای ۱۹۹۰»، «برام بزن ای محبوب» و «دحباش» بازی کرد. در سال ۲۰۲۳ در سریال «منطقهٔ امن» و «راه‌های تلاش با ستم همراه است»، و «پیچ‌وخم‌ها»، و همچنین در دو نمایش «عرش دراکول» و «زحمه» شرکت کرد. او در فصل درام رمضان ۲۰۲۴ در سریال یاسین عبدالمالک ظاهر شد و در نمایش «عروسی جن» و همچنین سریال‌های «وقت العجاج» و «یائوم» شرکت کرد.

## زندگی شخصی
العقل ازدواج کرده و چهار پسر به نام‌های خالد، سالم، عبدالله و فیصل و یک دختر به نام غالیه دارد.